# Notanthura maroccana
Notanthura maroccana là một loài chân đều trong họ Anthuridae. Loài này được Wägele & Platvoet miêu tả khoa học năm 1982.